# Списък с епизоди на „Джеси“
Това е списък с епизоди на „Джеси“ – сериал за деца, който се излъчва по Disney Channel. Статията съдържа дата на излъчване в САЩ и България, българските имена на епизодите и описание за епизод.
| # | Брой епизоди | Начало в България  | Начало в САЩ       |
| - | ------------ | ------------------ | ------------------ |
| 1 | 26           | 10 март, 2012      | 30 септември, 2011 |
| 2 | 26           | 9 март, 2013       | 5 октомври, 2012   |
| 3 | 26           | 2 март, 2014       | 5 октомври, 2013   |
| 4 | 20           | 12 септември, 2015 | 9 януари, 2015     |

## Сезон 1
| # | Заглавие                                         | Премиера България | Премиера САЩ      |  |
| --- | ------------------------------------------------ | ----------------- | ----------------- |  |
| 1 | Ню Йорк, нова бавачка                            | 31 декември 2011  | 30 септември 2011 |  |
| Джеси идва в Ню Йорк и слиза от таксито точно, когато Зури изхвърля старата бавачка. Услужливото момче, работещо във фоайето и помага, а Зури иска да и стане бавачка. Първото нещо, което Джеси казва, виждайки останалите деца, е „Моля те, кажи ми, че са сбъркали апартамнета“. Тези деца всъщност са момчетата Рави и Люк и голямата сестра Ема. Техните родители за филмов режисьор и модел. Родителите одобряват Джеси, но не могат да идат на научния панаир на Ема. Джеси отива чак в студиото, за да ги разубеди, но не успява. Връща се в Ню Йорк, но там са и родителите. Ема печели и всички са щастливи. |                                                  |                   |                   |  |
| 2 | Талантливият Господин Киплинг                    | 10 март 2012      | 7 октомври 2011   |  |
| Съседка на име г-жа Честърфийлд се оплаква на ЗОО-Контрол, че има гущер в сградата. Джеси и Рави правят всичко възможно да оставят Киплинг в сградата. Накрая гущерът спасява кучето на комшийката и тя позволява да остане. Казва обаче, че никога отново не иска да вижда „това ужасно същество“, но говори за Зури. |                                                  |                   |                   |  |
| 3 | Използвана карма                                 | 10 март 2012      | 14 октомври 2011  |  |
| Тони кани Джеси на среща в парка, но тя прави всичко възможно той да не я хареса. Люк прави номер на Рави и чужденеца му отмъщава с оправдание за лоша карма, изсипвайки върху него какви ли не гадории и животни. Кара го да „измие кармата си“. Накрая всички гледат филм, но се плашат и бягат. |                                                  |                   |                   |  |
| 4 | Зомбита и чаено парти 5                          | 17 март 2012      | 21 октомври 2011  |  |
| Зури кани Ема на чаено парти, но тя отказва, защото е поканена от приятелка. Всъщност впоследствие Ема е зарязана, а Бъртрам — в тясно столче и кяра на НСК (Носи Си Собствена Кяра) парти. Ема решава да не изостави малката си сестричка и двете заедно си прекарват супер. |                                                  |                   |                   |  |
| 5 | Звезди за един ден                               | 24 март 2012      | 28 октомври 2011  |  |
| Джеси пее и свири в Сентрал парк. Хората я забелязват и ѝ дават пари. Докато тя пее, Люк танцува хип-хоп и така научават, че могат да изкарат пари. Музикален продуцент ги забелязва в парка и им обещава слава като ги завежда в студиото му, за да заснемат клипа, но първо те трябва да платят 1200 $. Тони и Зури разбират за тази сделка и пристигат на време, за да разубедят Джеси и Люк да дадат парите, защото това е направил и Тони преди време и е бил измамен. Всичко приключва успешно. |                                                  |                   |                   |  |
| 6 | Новата стара приятелка на Зури                   | 9 декември 2012   | 4 ноември 2011    |  |
| Джеси се притеснява, че Зури ще има цял живот въображаеми приятели и решава да потърси за нея истински приятели в парка. Зури среща Нана Банана, доста интересен персонаж, но на възраст доста по-голяма от нейната. Джеси започва да ревнува и търси всякакъв начин да ги раздели. |                                                  |                   |                   |  |
| 7 | Зловещата Кони                                   | 14 април 2012     | 18 ноември 2011   |  |
| Джеси вярва, че Кони е перфектната учителка по математика за Люк, без да подозира, че тя е обсебена от него. Кони кани Люк на танците, а Джеси го насърчава да приеме и скоро разбира каква е Кони – страховита преследвачка. Междувременно Рави е убеден, че може да предсказва бъдещето с приложението „Мистичната Ай-топка“ на таблета си. Първоначално Зури не вярва на Рави, но след като задава въпрос, на който топката отговаря правилно, тогава най-малката сестра започва да вярва. Топката предсказва, че ще се случи нещо с Бъртрам, те го предупреждават да внимава. |                                                  |                   |                   |  |
| 8 | Коледна история                                  | 14 декември 2011  | 9 декември 2011   |  |
| Децата Рос са много развълнувани от завръщането на родителите им, затова се уверяват, че украсата на дома е перфектна. Междувременно Рави никога не е чувал за Дядо Коледа и Зури му разказва като преувеличава, че той е едва ли не и шпионин. За жалост обаче родителите не могат да се приберат, защото са попаднали в снежна буря и цялата отговорност за подаръците пада върху Бъртрам и Джеси. |                                                  |                   |                   |  |
| 9 | Междузвездни войни                               | 7 декември 2012   | 6 януари 2012     |  |
| Известният актьор Тайлър идва в дома на Рос. Докато Джеси и Ема се борят за вниманието му, Люк и Зури си правят шеги по телефона му. Междувременно Морган Рос е в града и Бъртрам се прави, че работи. Въпреки че Морган предупреждава да не издават, че известният актьор е в дома им, Ема звъни на папараците, за да провали срещата на Джордан и Джеси, като пренебрегва забраната на баща си. |                                                  |                   |                   |  |
| 10 | По-готин ли си от петокласник?                   | - 2012            | 20 януари 2012    |  |
| След като куклата на Зури е разрушена с Джеси се заемат да съберат 2000 долара за нова кукла. Продават лимонада пред кооперацията, в която живеят, но г-жа Честърфийлд ги гони. Междувременно Рави започва да учи в училището на Люк и Ема и брат му очаква да се държи нормално първия ден, но Рави не може да се впише и Люк го представя като съсед на кучето на братовчед на приятел на баща му. За щастие Рави помага да спрат побойника в училище, който изяжда обядите им, като му дава люта червена индийска чушка. |                                                  |                   |                   |  |
| 11 | Ще хванем влака за шестица, мисля                | - 2012            | 27 януари 2012    |  |
| Ема има да пише за световната култура, Зури иска да посети Buttery Park, Рави иска да види Статуята на свободата и Джеси решава да заведе всички, където искат. Децата искат да отидат с такси, но Джеси решава, че ще ги заведе с метрото. Те слизат на грешната станция, но въпреки че не са посетили местата, на които искат, те разбират всичко, което им е нужно. |                                                  |                   |                   |  |
| 12 | Романс за вещицата                               | - 2012            | 10 февруари 2012  |  |
| Докато снимка видео за приятелите си в Тексас, Джеси използва тиарата, която Морган е купил за Кристина за сватбата им. Докато снимат видеото на терасата тиарата пада в басейна на г-жа Честърфийлд, но тя отказва да върне короната на Джеси и смята да уведоми Кристина и Морган за това, че Джеси я е използвала. За да вземе подаръка обратно, Джеси моли Бъртрам да покани Честърфийлд на среща. |                                                  |                   |                   |  |
| 13 | Принцесата и Граховото мозъче                    | - 2012            | 24 февруари 2012  |  |
| Принципно Джеси разказва истории на Зури преди да заспи, но този път Зури разказва на Джеси, която вкарва всички в средновековна история. Селянинът Тони ще направи всичко, за да спаси Джеси дори и да трябва да се бие за нея, срещу Броди, която в реалния живот е поканил Джеси на среща. Това кара Тони да ревнува. |                                                  |                   |                   |  |
| 14 | Световна мрежа на лъжи                           | - 2012            | 9 март 2012       |  |
| Джеси си съперничи с друга бавачка, която забранява на Джеси да води децата на тази площадка. Агата пише на нейния уебсайт за Джеси лъжи и колко лоша бавачка е, тя публикува снимки, на които Джеси тупа Зури, като пише, че я бие редовно, което е лъжа. Кристина разбира за случката, но вярва на Джеси и не я уволнява. |                                                  |                   |                   |  |
| 15 | Говорещата с деца                                | - 2012            | 30 март 2012      |  |
| Джеси смята, че Люк се нуждае от строга дисциплина и за да го предпази от лошото държание, тя търси помощ от една бавачка, която се оказва кучешки треньор – Саманта. Междувременно за да си вземат нещата, които Бъртрам им е взел, те влизат в стаята му, която е много разхвърляна и Джеси им помага да я подредят. |                                                  |                   |                   |  |
| 16 | Кой е виновникът: една история със залепващ край | - 2012            | 13 април 2012     |  |
| Ръцете на Г-жа Честърфийлд залепват за главата ѝ, защото вместо гел има лепило и тя обвинява всички деца Рос. Междувременно Джеси и Тони имат среща, но в целия този хаос те пропускат резервацията си в ресторанта, филма и обиколка с карета. Накрая Джеси се извинява за провалената среща на Тони. Рави играе ролята на детектив заедно с Г-н Киплинг, но накрая от камерите се установява, че кучето на Честърфийлд е подменило лепилото с лака. |                                                  |                   |                   |  |
| 17 | Лоши момчета                                     | - 2012            | 27 април 2012     |  |
| Ема си пада много по едно лошо момче – Винсънт. Джеси е развълнувана да се запознае с новото гадже на Ема, но когато тя го вижда е много изненадана, защото той не е нищо подобно на това, което тя очаква. Тя вярва, че той има лошо влияние върху Ема. Междувременно Зури засажда дърво в парка и става много загиржена за него. |                                                  |                   |                   |  |
| 18 | Красавицата и зверовете                          | - 2012            | 4 май 2012        |  |
| |                                                  |                   |                   |  |
| 19 | Зло умножено по две                              | - 2012            | 11 май 2012       |  |
| Близначката на Агата – Анджела – идва на посещение. Агата обаче не ѝ позволява да остане у тях, затова тя отива в дома на Рос. Първоначално тя се държи добре, но има скрита лоша страна. Джеси подозира, че Анджела се опитва да открадне работата ѝ и Тони. С помощта на Агата Джеси разкрива истинското лице на сестра ѝ. Междувременно Ема е ужасена от голямата пъпка, която расте на носа ѝ, но тя изчезва с крема на Анджела. |                                                  |                   |                   |  |
| 20 | Буря в чаша чай                                  | - 2012            | 8 юни 2012        |  |
| Люк и Рави управляват хеликоптер (играчка), който пада в гигантска чаша за чай. Те заедно с Бъртрам се опитват да вземат хеликоптера, но падат в чашата. Междувременно Джеси и Тони отиват на четвъртата си среща, опитвайки се да я направят перфектна. Но Джеси и Тони отново нямат късмет и те също попадат в чашата, която излива вода върху тях, но въпреки това Тони смята Джеси за красива и я целува. Епизодът завършва с танц на Тони и Джеси в чашата, заедно с Люк, Бъртрам и Рави. |                                                  |                   |                   |  |
| 21 | Куклен ножник                                    | - 2012            | 22 юни 2012       |  |
| След като гледа страшен филм с кукли, Зури отказва да спи в стаята си. Джеси я съветва да се изправи лице в лице със страха, като ѝ разкрива своя. Междувременно Люк учи Рави как да впечатли едно момиче от часа по биология, но тя си пада по Люк. Рави е нервен и смята, че Люк е виновен и го призовава за дуел – първите момчета, които се бият за нея. |                                                  |                   |                   |  |
| 22 | Заземени                                         | - 2012            | 13 юли 2012       |  |
| Джеси, Бъртрам и децата се отправят на почивка към Бали, но частният самолет става трудно управляем и Джеси поема контрола. Тя приземява самолета на тропически остров и започва да мисли как да прибере децата отново вкъщи. Джеси е ухапана от буболечка и това я прави луда, а Ема се опитва да я излекува с вилица-лъжица. В същото време Люк предупреждава Бъртрам и Зури, че на този остров има чудовища. Люк и Зури тръгват да търсят Рави, който умолява г-н Киплинг да се върне при него. Джеси намира децата и установява, че чудовище не съществува, а просто един биолог е с маска на насекомо. Ема успява да извика хеликоптер, който да ги спаси, но г-н Киплинг не иска да се върне и Рави решава са остане с него на острова, но в крайна сметка всички се връщат обратно у дома.                                                              |                                                  |                   |                   |  |
| 23 | Обаждането на Зловещата Кони                     | - 2012            | 26 юли 2012       |  |
| Джеси организира пиеса, която тя е написала, когато е била ученичка и понеже смята, че Люк има потенциал, го кани да бъде главна мъжка роля. Задачата на главната женска роля е да целуне Люк и затова Кони разкарва всички момичета, които искат да участват, за да целуне Люк. В крайна сметка тя се отказва да накара Люк да я хареса и започва да илиза с Рави. |                                                  |                   |                   |  |
| 24 | Актьорски съдби и страшни стени                  | - 2013            | 10 август 2012    |  |
| Джеси оставя Люк и Рави в ръцете на Ема. Те чуват странни звуци от шахтата и Рави решава да провери какво издава тези звуци. Той открива скелет на умряло животно и това го шокира, като не се връща доста дълго време обратно в кухнята, което кара Люк да се облече като Индиана Джоунс и да го търси, заедно откриват още кости на умрели животни, което много ги стресира. Ема също се опитва да помогне, но тя се изгубва в шахтата също, което кара Люк да побеснее. Оказва се, че странните звуци, които се чуват от шахтата са от играчката на г-н Киплинг, а всички кости са от храната на домашния любимец на Рави. Гущерът отвежда децата в стаята на Рави. Междувременно прослушванията на Джеси за роля в телевизионно шоу не са в нейна полза, защото Зури е тази, която впечатлява продуцентката. В крайна сметка Зури също не получава ролята. |                                                  |                   |                   |  |
| 25 | Коледна история                                  | 19 януари 2013    | 24 август 2012    |  |
| В традиционния ден на семейство Рос, Джеси отговаря за децата и всички те разказват какво е преживяването, когато са пристигнали в Ню Йорк. Първа е Зури. Рави разказва как е мислел, че г-н Киплинг ще е едно бебе, тъй като стаята му е била украсена като детска стая. По невнимание Джеси казва, че може би Морган и Кристина са очаквали бебе, а не Рави и той много се разстройва, а семейство Рос се ядосват на Джеси. В крайна сметка Рави прощава на всички. |                                                  |                   |                   |  |
| 26 | Тайнственият живот на г-н Киплинг                | - 2013            | 7 септември 2012  |  |
| Г-н Киплинг се държи странно напоследък, агресивен е. Оказва се, че г-н Киплинг е г-жа Киплинг, тя охранява своите 12 малки гущерчета, затова се държи толкова странно и това стряска цялото семейство Рос. Междувременно Русалката Мили – въображаемата приятелка на Зури, е умряла. В същото време яйцата биват занесени в ресторант от пощальон. Рави, Люк и Джеси се преструват на сервитьори, за да си върнат яйцата, но децата на гущера се появяват на бял свят в ресторанта. |                                                  |                   |                   |  |

## Сезон 2
| # | Заглавие                                              | Премиера България | Премиера САЩ      |  |
| --- | ----------------------------------------------------- | ----------------- | ----------------- |  |
| 1 | Стенание                                              | 9 март 2013       | 5 октомври 2012   |  |
| Всички слухова тръгват от един човек със странна самоличност – портиера Грим Холоран. Той предупреждава децата Рос да не се качват на 13-ия етаж за „трик или лакомство“, защото има необясними и непознати опасности, но Люк и Зури дръзки и смели тръгват въпреки предупрежденията. В същото време Джеси планира да даде историята си на известен журналист. |                                                       |                   |                   |  |
| 2 | Зеленооки чудовища                                    | март 2013         | 26 октомври 2012  |  |
| Бебетата гущери на г-жа Киплинг сътворяват хаос в дома на семейство Рос, Рави е тотално изтощен и едва намира време за сън. Затова той наема Зури като почасова бавачка, което води до разрив във взаимоотношенията им. Междувременно Тони и Джеси излизат на среща, която е развалена от офицер Пити. По-късно бавачката се присъединява към класа за импровизации на комедии заедно с Пити. Тони ревнува, защото гаджето му започва да прекарва прекалено много време с полицая, затова моли за помощ и съдействие от Ема, за да разберат дали не го мами. |                                                       |                   |                   |  |
| 3 | Намери си нови приятели, но скрий старите             | 1 април 2013      | 2 ноември 2012    |  |
| Започва учебната година, което прави Бъртрам и Джеси много щастливи, но за децата не е така. Ема среща момиче, което е много агресивно и грубо – Роузи. За нейно нещастие тя трябва да прави арт проект заедно с нея, който завършва с поставянето в неловко положение на Ема. Междувременно Люк търси нещо в чантата си и в това време изпада Кени коалата, Рави веднага защитава брат си и поема вината, като всички присмешки биват насочени към него. Зури е разстроена, защото домашното ѝ е трудно и не може да го напише, карайки Джеси да я развесели. Роузи се чувства тъжна и виновна и се извинява на Ема. А Люк и Рави се прегръщат след като Люк признава за плюшената си играчка.                       |                                                       |                   |                   |  |
| 4 | 101 гущера                                            | април 2013        | 9 ноември 2012    |  |
| Рави установява, че не може да се грижи за малките гущерчета и Джеси му предлага да ги даде за осиновяване. Рави интервюира много хора, но никой не отговаря на високите му изисквания. Най-накрая успяват да намерят подходящ човек – момиче на име Касандра, която уверява Рави, че шефката ѝ ще се грижи много за малките животни и че обожава гущери. Когато установяват, че шефът е г-жа Честърфийлд, те смятат, че тя ще направи от животните обувки, но всъщност се оказва, че тя има резерват за гущери. |                                                       |                   |                   |  |
| 5 | Размазване на модата                                  | май 2013          | 30 ноември 2012   |  |
| Кристина се завръща, за да промотира новата си модна линия, вдъхновена от 1980-те. В същото време новият анонимен блог на Ема – Кити Котюр е на мода. Когато Кристина представя на дъщеря си дрехите, Ема остава без думи, защото те изобщо не се харесват на разбиращото от мода момиче и тя не иска да огорчи майка си, казвайки ѝ истината, за да не засегне чувствата ѝ. Междувременно Рави и Люк се състезават кой ще спечели супермодела Diamond Bloodworth. Докато Джеси е асистент на Кристина, Бъртрам поема задължението да е бавачка на Зури, като бди над нея. Когато Зури разбира, че Бъртрам не може да кара колело, тя се заема със задачата да го научи.                                              |                                                       |                   |                   |  |
| 6 | Остин и Джеси, и Али: Звездна Нова година, втора част | 25 януари 2014    | 7 декември 2012   |  |
| Ема е много развълнувана, когато разбира, че Остин (Ross Lynch) ще пее на Times Square. В Новогодишната нощ те имат огромния късмет да се срещнат с него очи в очи, тогава те се запознават и с останалата част на бандата – Али (Laura Marano), Триш (Raini Rodriguez) и Дез (Calum Worthy). Плюс това на Джеси ѝ хрумва страхотен план как да заведе Остин навреме на Times Square. По-късно групата се появява в апартамента на семейство Рос. Ема казва на Джеси, че ако им помогнат, тогава тя ще даде песента на Джеси на Остин, той ще я запише и ще се превърне в голям хит. Когато Али прочита текста на Джеси, тя казва, че той не е добър и Джеси взима текста на Зури, за който по-късно всички разбират. |                                                       |                   |                   |  |
| 7 | Тревогите около Теси                                  | май 2013          | 11 януари 2013    |  |
| Джеси е притеснена, че Тони ще ѝ предложи след като я заведе на заведе на специална вечеря, за да се запознае с родителите му, и затова тя умолява Зури да се съгласи да отиде с нея, като заведе и новия си приятел, за да държат Тони далеч от романтиката. Междувременно момче на име Стюарт си пада много по Зури, а тя го смята за досаден. Бъртрам и Ема се конкурират с Рави и Люк, за да докажат кой притежава стаята с огромния телевизор. За жалост това води до много караници и отмъщения. Момчетата биват заключени на терасата на студа. Оказва се, че Тони не е имал намерения да се ожени за Джеси. Стюарт подарява на Зури предгодежен пръстен.                                                      |                                                       |                   |                   |  |
| 8 | Кажете „да“ на съсипаната рокля                       | май 2013          | 18 януари 2013    |  |
| Джеси представя децата на Маями Хийт баскетболиста Крис Бош, който ще играе на New York Knicks. За да загуби, Люк отнема късметлийските му чорапи, като това съсипва баскетболиста и той постепенно започва да губи мотивацията си. |                                                       |                   |                   |  |
| 9 | Мъчителя на учителя                                   | юни 2013          | 1 февруари 2013   |  |
| Зури има проблем с учителката – г-жа Фолкембург и Джеси решава да стане доброволец помощник в класната стая, като стане любимка на госпожата, за да захаресва малката ученичка, но вместо това те стават най-добри приятелки. Сега Джеси трябва да свикне с това, за да може Зури да се справя по-добре в училище. Междувременно Рави и г-жа Киплинг са в конфликт и затова тя е в стаята на Люк за няколко дни. Притеснен за Рави, Люк иска помощ от Бъртрам и Ема да възстановят странното приятелство. |                                                       |                   |                   |  |
| 10 |                                                       | юни 2013          | 15 февруари 2013  |  |
| |                                                       |                   |                   |  |
| 11 | Мъка в задния прозорец                                | 10 август 2013    | 1 март 2013       |  |
| Люк е с контузия в крака след като е танцувал и затова пропуска карнавала. Докато той стои на терасата в инвалидна количка, той забелязва странна фигура, облечена в черно, която е на карнавала. Загрижен, той иска помощ от Ема, за да разберат кой е този човек. Оказва се, че е Бъртрам. Джеси е объркана и ядосана, защото не може да спечели пари от щанда си. |                                                       |                   |                   |  |
| 12 | Изиграна                                              | 17 август 2013    | 8 март 2013       |  |
| |                                                       |                   |                   |  |
| 13 |                                                       | 24 август 2013    | 5 април 2013      |  |
| |                                                       |                   |                   |  |
| 14 | Защо се влюбват рапирите?                             | 5 октомври 2013   | 19 април 2013     |  |
| Наближава годишнината на Джеси и Тони и тя му пише песен, в която изразява колко много означава той за нея. Както и да е, тя си мисли, че той е забравил за празника и пише нова – гневна песен, която качва на блога на Ема и се превръща в хит. Тя е поканена на концерт в парка, за да я изпее, а Тони е купил билети за този концерт. Ема се опитва да го забави, но без успех. В крайна сметка Джеси му казва, че го обича и изпява оригиналната песен, посветена на Тони. Всъщност тя е объркала датите, а не той. Рави е притеснен, защото има лош успех по физическо възпитание, затова Люк му позволява да спечели състезание, повдигайки му самочувствието, но малко.                                       |                                                       |                   |                   |  |
| 15 |                                                       | 12 октомври 2013  | 26 април 2013     |  |
| |                                                       |                   |                   |  |
| 16 |                                                       | 26 октомври 2013  | 3 май 2013        |  |
| |                                                       |                   |                   |  |
| 17 | Не ни трябват скапаните ви значки                     | 2 ноември 2013    | 7 юни 2013        |  |
| Джеси иска да докаже, че е чудесен лидер на момичетата скаутки, помагайки на Зури да спечели значки. Ема също е в групата, но лидерката разбира, че значките ѝ са фалшиви и са купени онлайн. Затова Джеси дава задачата на Ема да помогне на Зури да спечели значки. Междувременно Люк убеждава Рави, че лъжата е супер сила и той лъже Бъртрам относно супата му. Рави казва на Бъртрам, че неговият враг е сложил крикета в супата му. Разбира се икономът обвинява Найджъл и двамата имат битка, която Найджъл печели. Ема, Джеси и Зури са готови да заспят, но лидерката на скаутките е нападната от щраус. Зури я спасява и получава значка.                                                                   |                                                       |                   |                   |  |
| 18 | Загазилото зайче                                      | 16 ноември 2013   | 21 юни 2013       |  |
| Ема си пада по едно сладко момче – Брет Съмърс, който обожава спортовете, а тя понятие си няма от тях. Люк решава да ѝ помогне, като сяда зад нея и ѝ диктува какво да говори. Разбира се Брет разбира за това, но ѝ прощава. Тогава те решават да играят, но Брет си тръгва, казвайки ѝ, че ще учи, но всъщност отива с Люк в киностаята. Ема разбира ѝ къса с него. Междувременно Брет разбира, че Люк харесва Янките, които очевидно той не харесва и затова се ядосва. В същото време Джеси губи домашния любимец на Зури, от когото Бъртрам го е много страх. В края се разбира, че зайчето ще има деца. |                                                       |                   |                   |  |
| 19 | Гроги от размазваща любов                             | 30 ноември 2013   | 28 юни 2013       |  |
| Ема забравя да вземе Зури от училище, след като съобщава на Джеси това, тя бива наказана да не ходи на училищните танци. Рави разказва на сестра си за плановете на бившото гадже на момичето, по което си пада Люк. По време на танците Адам Сандлър му дава любовни съвети. Междувременно Рави и Зури правят капани, за да хванат крадеца. Епизодът завършва с мечтания за Люк танц с бавачката му. |                                                       |                   |                   |  |
| 20 | Рязко спиране на коалите                              | 14 декември 2013  | 5 юли 2013        |  |
| |                                                       |                   |                   |  |
| 21 | Паника в стаята                                       | 21 декември 2013  | 5 юли 2013        |  |
| След като Люк, Рави, Зури, и Стюарт са блокирани в паник стаята на Рос с единствен достъп до екраните с камерите от стаите на апартамента. Люк и Стюарт са принудени да признаят своите тайни. В същото време Ема и Бертрам подкрепят Джеси, докато тя се подготвя за телевизионно прослушване. За нещастие това води Джеси в паник стаята и тя осъзнава, че са заключени за часове там. |                                                       |                   |                   |  |
| 22 | Хвърли мама от терасата                               | 28 декември 2013  | 12 юли 2013       |  |
| |                                                       |                   |                   |  |
| 23 | Джесинатор:денят на страшния гняв                     | 7 декември 2013   | 26 юли 2013       |  |
| |                                                       |                   |                   |  |
| 24 | Дневникът на една побъркана новинарка                 | 6 януари 2014     | 9 август 2013     |  |
| Обстановката се нажежава, когато Брин се връща в училището на Ема. Междувременно Джеси разбира, че Зури чете дневника ѝ и ѝ дава урок. |                                                       |                   |                   |  |
| 25 | Късане и укрепване                                    | 11 януари 2014    | 23 август 2013    |  |
| Тони и Джеси карат един друг да ревнуват, канейки бившите си гаджета на двойни срещи. Това разделя Тони и Джеси, а Ема и Зури са натъжени от това. Междувременно Рави и Люк саботират плановете на един друг за намаляване нивото на стреса на Бъртрам, което завършва с мисълта на иконома, че децата не ги е грижа за него. |                                                       |                   |                   |  |
| 26 | G. I. Джеси                                           | 18 януари 2014    | 13 септември 2013 |  |
| Джеси заедно с децата Рос отиват във военната база в Тексас при бащата на бавачката. Там тя открива, че баща ѝ ще се жени за майката на Дарла (момиче, което постоянно злепоставяло Джеси в гимназията и не се харесват). Междувременно Ема се влюбва в брата на Дарла, а двете правят всичко възможно да ги държат далеч един от друг. |                                                       |                   |                   |  |

## Сезон 3
| # | Заглавие                            | Премиера България | Премиера САЩ      |  |
| --- | ----------------------------------- | ----------------- | ----------------- |  |
| 1 | Призрачни неволи                    | 1 февруари 2014   | 5 октомври 2013   |  |
| Г-жа Честърфийлд организира Хелоуин парти, на което децата не са поканени. Те също си организират Хелоуин парти. Но то бива обитавано от духове. Люк и Ема са обладани и Джеси, Рави и Зури планират как да ги спасят. |                                     |                   |                   |  |
| 2 | Хванат на лилавопрестъплението      | 8 април 2014      | 11 октомври 2013  |  |
| Джеси пита децата защо не са събрали парите от продаването на мъфини в училище. Децата организират купон без знанието на Джеси, за да съберат парите. За да разпространят събитието, те лъжат, че ще присъства и звезда на партито, Люк се прави на тази звезда, но накрая всички го разкриват. В същото време благодарение на новия си агент – Макс (Matthew Timmons), Джеси е на прослушване за реклама, на която ще снимат ръцете ѝ. По вина на Зури, тя слага ръката си в лилава боя и се опитва да скрие това от продуцента на рекламата, но бива уволнена. Въпреки това тя изявява желание да работи с Макс.                                                                                                 |                                     |                   |                   |  |
| 3 | Дебютиращ и насилващ                | 9 април 2014      | 18 октомври 2013  |  |
| |                                     |                   |                   |  |
| 4 |                                     | 13 април 2014     | 1 ноември 2013    |  |
| |                                     |                   |                   |  |
| 5 | Гущерски възходи и творчески неволи | 9 март 2014       | 15 ноември 2013   |  |
| Люк се интересува относно биологичните си родители. Той открива, че майка му е боркиня. Ема му помага да открие въпросната жена, но се оказва, че тя не е майка му, всичко е било лъжа. Люк е съкрушен, но все още иска да знае защо Кристина е скрила това от него. Тогава майка му обяснява, че я е било страх да не изгуби доверието му и че не иска да спре да я обича. В същото време Рави се кандидатира за президент на клуб „Влечуго“ в училището, в което учи и избира Зури за негов мениджър. Но той има противник. В крайна сметка Рави решава, че той ще бъде само съпредседател, заедно с новата си приятелка. В крайна сметка Люк пише есе, което му е било за домашно за значението на семейството. |                                     |                   |                   |  |
| 6 | Семейство Рос отблизо               | 23 март 2014      | 2 ноември 2013    |  |
| Носителят на няколко награди телевизионен продуцент Корин предлага на семейство Рос ТВ шоу. Джеси е прекалено развълнувана и отговаря още преди децата да могат да изразят мнението си. Снимките започват още на следващия ден. Децата казват колко се обичат взаимно, но Корин редактира записите и ги монтира така, че все едно те говорят груби неща за останалите. Те решават да откраднат записите на Корин и да ги качат в интернет поради нечестността на Корин. Г-жа Киплин разрешава всичко. |                                     |                   |                   |  |
| 7 | Късмет Джеси!                       | април 2014        | 29 ноември 2013   |  |
| Когато Теди Дънкан (Bridgit Mendler) разбира, че е приета в университет в Ню Йорк тя отива заедно с брат си PJ (Jason Dolley). По-късно Теди среща Джеси и Зури в метрото. Разязява се виелица в Ню Йорк и децата Рос разбират, че подаръците им ги няма, Теди и PJ им помагат да ги открият. Междувременно в Денвър, Ейми и Боб се опитват да разберат какво си е пожелала Чарли за Коледа. |                                     |                   |                   |  |
| 8 |                                     | 11 май 2014       | 10 януари 2014    |  |
| |                                     |                   |                   |  |
| 9 |                                     | 30 март 2014      | 21 февруари 2014  |  |
| |                                     |                   |                   |  |
| 10 | Пристъпи на                         | 12 октомври 2014  | 7 март 2014       |  |
| Джеси запознава Зури с Уенди МакМилън след като вижда успял продуцент, който ще ѝ помогне за кариерата. Затова бавачката има ново дете, което трябва да гледа. Когато е с нея Уенди е ангел, но с Бъртрам и Зури се държи много лошо. Въпреки това те търпят всичко заради кариерата на Джеси. Междувременно Ема е на работа, защото трябва да плати сметката си, която е много голяма. Оказва се, че Уенди се държи така, заради отношението на баща ѝ към нея – постоянно е на телефона. |                                     |                   |                   |  |
| 11 | Зловещата Кони 3: Страшилището      | 20 юли 2014       | 11 април 2014     |  |
| Зловещата Кони се завръщата след като Люк среща момиче на име Маккензи (G. Hannelius). Тя твърди, че новото момиче е лудо и е обсебено от Люк. Затова той моли зловещата си обожателка за помощ, но Кони му залага капан – всичко е измислено от нея, Маккензи не си пада по Люк, а е наета, за да се преструва. Междувременно Ема бива уволнена. Кони е похарчила хонорара на Маккензи за сватбата и докато събитието трае шефът на Ема, който е и чичо на Кони, пристига по време на сватбата и освобождава всички, които са завързани. Джеси хваща букета. |                                     |                   |                   |  |
| 12 |                                     | 19 октомври 2014  | 27 април 2014     |  |
| |                                     |                   |                   |  |
| 13 |                                     | 26 октомври 2014  | 16 май 2014       |  |
| |                                     |                   |                   |  |
| 14 |                                     | 2 ноември 2014    | 13 юни 2014       |  |
| |                                     |                   |                   |  |
| 15 | Мъжко-бавачка                       | 9 ноември 2014    | 20 юни 2014       |  |
| |                                     |                   |                   |  |
| 16 |                                     | 16 ноември 2014   | 27 юни 2014       |  |
| |                                     |                   |                   |  |
| 17 |                                     | 23 ноември 2014   | 11 юли 2014       |  |
| |                                     |                   |                   |  |
| 18 |                                     | 30 ноември 2014   | 25 юли 2014       |  |
| |                                     |                   |                   |  |
| 19 |                                     | 21 март 2015      | 8 август 2014     |  |
| |                                     |                   |                   |  |
| 20 | Да си бъбриш с кафе машината        | 28 март 2015      | 22 август 2014    |  |
| Джъстин Тимбърлейк е в града и Джеси има два билета във ВИП сектора на концерта му. Ема също иска да го гледа и привлича помощта на Рави. Тогава Джеси установява, че има само един билет и казва на Рави за това. Рави казва новината на Ема и Зури и заедно планират да възпрепятстват Джеси и да не отиде на концерта. Междувременно Бъртрам и Люк се състезават за кафе машината, която той нарича Серена. В крайна сметка Рави измамва Джеси, Ема и Зури и отива сам на концерта на Джъстин Тимбърлейк. |                                     |                   |                   |  |
| 21 |                                     | 4 април 2015      | 19 септември 2014 |  |
| |                                     |                   |                   |  |
| 22 | Патица издайник                     | 11 април 2015     | 26 септември 2014 |  |
| |                                     |                   |                   |  |
| 23 | Булката подлец на Франкенщайн       | 18 април 2015     | 2 октомври 2014   |  |
| Джеси не е сигурна дали иска да се омъжи за Брукс. Междувременно Брукс отделя голямо внимание на децата, за да го харесат и така да накарат Джеси да се сгоди за него. В същото време обаче Зури и Ема казват на бавачката си, че тя е за Тони, не за Брукс, но според нея идеалното момче за нея е Брукс, а именно защото ѝ е предложил, а Тони не. Решението на Джеси е да се омъжи за Брукс. |                                     |                   |                   |  |
| 24 | Ето я булката                       | 25 април 2015     | 10 октомври 2014  |  |
| Джеси и Брукс ще се женят, но скоро Брукс разбира, че ще живее и работи в Африка, затова моли Джеси да се премести с него. Децата не искат Джеси да ги остави, затова я карат да размисли, а Брукс ги обвинява, че са много егоистични. Те отиват и се извиняват на Джеси, казвайки ѝ, че и те ще бъдат щастливи, ако и тя е. Всъщност Джеси размисля, разбира, че не е готова да остави децата и разваля сватбата с Брукс, оставайки с САЩ. |                                     |                   |                   |  |
| 25 | Кеш такси                           | 2 май 2015        | 21 ноември 2014   |  |
| Джеси отива на важно прослушване. Придружава я Рави. Те се качват на такси, в което се заснема ток шоуто „Кеш такси“, в което участниците получават награди. Междувременно Люк и Ема разбират, че Бъртрам има тайно хоби – да се преструва на средновековен цар на име Кинг Стромболт с някои мъже, преструвайки се на охрана или селянин. |                                     |                   |                   |  |
| 26 |                                     | 12 декември 2014  | 28 ноември 2014   |  |
| |                                     |                   |                   |  |

## Сезон 4
| # | Заглавие                  | Премиера България | Премиера САЩ      |  |
| --- | ------------------------- | ----------------- | ----------------- |  |
| 1 | Сафари в Африка           | 12 септември 2015 | 9 януари 2013     |  |
| Джеси получава мейл от Брукс и казва на Бъртрам да се грижи за децата и когато го питат къде е бавачката им, той отговаря, че тя е отишла да говори в Брукс, а те решават, че тя е в Африка. Джеси вижда бележката на носа на Бъртрам, в която пише, че децата са в Африка и я търсят там. Когато Джеси пристига, тя вижда Брукс и решава, че той все още е влюбен в нея, но той се опитва да ѝ обясни, че не е. Накрая бавачката разбира, че бившият ѝ наистина вече не е влюбен в нея, а си има приятелка. |                           |                   |                   |  |
| 2 | Приятелско бръснене       | 19 септември 2015 | 16 януари 2015    |  |
| Бъртрам помага на Люк да се обръсне, но обръсва част от главата му след като Зури го стряска. И двамата се боят от отмъщение. Джеси посъветва Люк да не си отмъщава, като той я послушва и така се превръща в един по-зрял човек. В същото време Дарла пристига в Ню Йорк, за да посети Джеси. За да избегне подигравките на Дарла за провалената сватба, Джеси представя Тони за Брукс. |                           |                   |                   |  |
| 3 | Четири разорени деца      | 26 септември 2015 | 6 февруари 2015   |  |
| Джеси съобщава на децата, че родителите им са изгубили всичките пари и всеки трябва да намери начин, по който да изкара. Междувременно г-жа Честърфийлд се мести да живее в техния апартамент, докато Тони позволява на Джеси и децата да останат в апартамента му. След дни, прекарани в тесния апартамент, Джеси научава и съобщава на децата, че родителите им са си върнали парите и грешката е била на правителството. |                           |                   |                   |  |
| 4 | Моби и СКОБИ              | 3 октомври 2015   | 20 февруари 2015  |  |
| Ема работи по нов проект, който нарича „Скоби“, а Люк се подиграва, което кара Ема да се обади на екипа за специални ефекти на родителите си и да изплашат Люк. Бъртрам казва на Люк истината за шегата на Ема и той решава да си отмъсти. Зури довежда Гладис – жираф от Африка, който се привързва повече към Бъртрам и това прави Зури нещастна. |                           |                   |                   |  |
| 5 | Карате катастрофа         | 10 октомври 2015  | 27 март 2015      |  |
| Новото непокорно и темпераментно поведение на Ема учудва Джеси и тя се блъска в мениджъра на хотел „Типтън“ в Ню Йорк – г-н Моусби. Той я съветва, че най-добрият начин да се разбере какво се случва е разговорът. Междувременно Люк учи Зури на карате, но тя не успява първоначално да счупи дъската. След като Люк я нарича „пиле“, той я вбесява и тя успява да счупи дъската. |                           |                   |                   |  |
| 6 | Спорни въпроси            | 17 октомври 2015  | 28 март 2015      |  |
| Джеси трябва да работи по проект заедно с Хъдсън, който е много нетърпелив за неин ужас. Междувременно Рави иска да се впише при Люк и останалите баскетболисти, но Люк не смята, че брат му ще се справи и затова Джеси му помага. Рави прави ужасен удар и топката отива в храната на звездата на NBA Крис Пол. Той си задава цел – да помогне на Рави, но това му отнема цял ден. |                           |                   |                   |  |
| 7 | Битката за знамето        | 24 октомври 2015  | 7 април 2015      |  |
| Планът за игра навън в снега се проваля след като Манхатън е връхлетян от коварна виелица и електроснабдяването е прекъснато. Семейство Рос решава да играе в апартамента игра, в която участват и Хъдсън, и Стюарт. Рави губи връзката с Джеси по време на играта, която е заслепена от победата и тя надделява над забавлението и той напуска, а Ема го последва. По-късно Джеси научава за държанието си и се извинява на Ема и Рави. |                           |                   |                   |  |
| 8 | Каква кражба              | 13 декември 2015  | 17 април 2015     |  |
| В желанието си Джеси да помогне на Рави да намери приятели, го води на МЕНСА събиране в парка. Въпреки това Маделин и Скот са прекалено добри, за да се окаже реалност. В същото време Люк измамва Бъртрам, обещавайки му да му помогне да намери ценна спортна карта. Джеси отива на среща със Скот. Когато Джеси, Скот, Бъртрам, и Люк се връщат в апартамента на последния етаж, Скот разкрива, че той ограбва мезонети със сестра си, Маделин, и те слагат белезници на останалите. Бавачката измамва крадците, убеждавайки ги, че е на тяхна страна и им помага, но всъщност слизайки с асансьора, тя се обажда на полицията и двамата са арестувани. |                           |                   |                   |  |
| 9 | Урок по шофиране          | 7 ноември 2015    | 24 април 2015     |  |
| Ема иска да има шофьорска книжка и иска да се научи, Джеси се заема с тази задача, но удря на камък. По-късно я води в DMV, за да получи разрешителното за шофиране. В същото време, Люк и Рави чупят топката на желанията на Зури. Люк обвинява Рави, а Рави отмъщава. Накрая всички съжаляват за действията си. |                           |                   |                   |  |
| 10 | Сбогом, Бърти!            | 14 ноември 2015   | 15 май 2015       |  |
| Люк и момичетата скрояват шега на Бъртрам, която той не успява да понесе и напуска работа, отивайки да работи при Г-жа Честърфийлд. В същото време семейство Рос и Джеси наемат нов иконом – Роджър, който има много строги правила и ги спазва стриктно, карайки и останалите да ги спазват, децата трябва да не разхвърлят в апартамента. Нито децата, нито Бъртрам се чувстват удобно и комфортно при създалата се ситуация и те отиват да му се извинят, като успяват, Бъртрам се връща на старата си месторабота. Г-жа Честърфийлд се разстройва, защото отново остава сама и изолирана. Новият иконом на Рода Честърфийлд е Роджър. |                           |                   |                   |  |
| 11 | Уловът за деня            | 30 януари 2016    | 5 юни 2015        |  |
| Джеси и децата тръгват на круиз с яхтата на семейство Рос на едномесечна почивка. По средата на океана, те спасяват жена с амнезия, в която Люк веднага се влюбва, а Зури наистина смята, че е русалка. В същото време Бъртрам е с г-жа Киплинг в апартамента на Рос съвсем сами. За да докажат, че Делфина е русалка, Рави и Зури искат да вземат от нейната ДНК, за да разберат резултата, който се оказва положителен. Без те да знаят, тя ги чува и разбира, че е русалка, като се хвърля от яхтата, но се оказва, че не е полу риба, полу човек и се налага да я спасяват. Грешката в резултата е, че са вечеряли риба и затова тестът е положителен. |                           |                   |                   |  |
| 12 | Романтична терапия        | 13 февруари 2016  | 6 юни 2015        |  |
| Бъртрам е част от ваканцията, но децата все още го третират като иконом. Семейството акостира на италиански остров и бива запознат с местните традиции. Джеси веднага си заплюва екскурзовода – Марко. Той започва да им разказва история като всеки от тях си я представя, като всеки един е герой от тази история: Бъртрам – императора; Зури и Ема – поданиците на императора; Люк и Рави – простите селяни; Марко – рицарят и син на Бъртрам; Джеси – най-красивото момиче. След като Марко и Джеси са решени да сключат брак, те трябва да поискат позволение от императора, който първо отказва, но измисля план и подкрепя брака, подарявайки на Джеси медальон, който е прокълнат. След което без причина сватбата бива отменена. Така Джеси осъзнава, че проблемът е може би в колието, което баща ѝ е подарил преди да много години и защо няма успех в любовния живот. |                           |                   |                   |  |
| 13 | Обречени в морето         | 6 февруари 2016   | 7 юни 2015        |  |
| Бъртрам се присъединява към ваканцията на семейство Рос. Люк и Рави се карат, което води до нови проблеми и ограничения. Задава се буря, а двигателите на яхтата не искат да проработят. За радост Люк може да управлява плавателния съд заради симулационната игра, която играе. Рави успява да разчете картата и избягват бурята – заради Люк и Рави. Междувременно всички разказват най-големите си тайни. Джеси спасява живота на Ема. |                           |                   |                   |  |
| 14 | Танцова революция         | 20 февруари 2016  | 10 юли 2015       |  |
| Наближават танците в училището, но Зури и Рави не могат да си намерят партньори, затова искат помощ от Ема и Люк. За жалост обаче съветът, който Ема дава на Зури е безполезен и малкото момиче остава без кавалер на танците. Междувременно Люк се опитва да покани Нора на събитието, но все нещо се обърква и тя решава, че той я мрази. Рави си пада по една бунтарка, но няма смелост да я покани. Брат му го съветва да се промени – да стане и той бунтар и точно това става, при което в нощта на танците той бива наказан заедно с момичето, което иска да покани. Те се измъкват от наказанието и отиват заедно на танците. В края всичко се подрежда. Ема е оправила бъркотията и е намерила кавалер на Зури, а самата тя танцува при „The Vamps“ (гост звезди), въпреки че е искала да бъде сама. Дори Джеси си намира партньор, а именно учителят по химия на Рави.  |                           |                   |                   |  |
| 15 | По следите на една перука | 27 февруари 2016  | 24 юли 2015       |  |
| |                           |                   |                   |  |
| 16 | Крадци на самоличности    | 5 март 2016       | 11 септември 2015 |  |
| |                           |                   |                   |  |
| 17 | Мразя понеделниците       | 12 март 2016      | 18 септември 2015 |  |
| |                           |                   |                   |  |
| 18 |                           |                   | 2 октомври 2015   |  |
| |                           |                   |                   |  |
| 19 | Страх от звездите         | 19 март 2016      | 9 октомври 2015   |  |
| Рави заедно със „Звездобройческия клуб“ ще проследят преминаването на метеорит, който ще премине много близко до Земята. Люк предлага да го придружи, като това се случва, но започва да флиртува с момичето, което Рави щеше да покани на среща. |                           |                   |                   |  |
| 20 | Ура за Холивуд!           | 16 май 2016       | 16 октомври 2015  |  |
| |                           |                   |                   |  |